# 다이앤 워런
다이앤 워런(Diane Warren, 1956년 9월 7일 ~ )은 미국의 기타 연주자, 키보드 연주자, 작사가, 작곡가이다.

## 생애
1977년 기타리스트로 데뷔하였고, 1983년 키보드 연주자 데뷔하였다.

## 유명세
그녀는 일반적으로 대한민국에서는 하드 록 밴드 스타십(Starship)의 《Nothing's gonna stop us now》라는 노래 작품을 작사 및 작곡하여 히트한 기타리스트 겸 작곡가로 널리 잘 알려져 있다.